# Австралийская мангровая змея
Австралийская мангровая змея (лат. Myron richardsonii) — вид змей из семейства пресноводных змей. Видовое латинское название дано в честь шотландского натуралиста Джона Ричардсона.
Размеры не более 40—60 см. По основному серому или красновато-коричневому фону располагаются поперечные полосы или неправильной формы пятна, однако голова покрыта крупными щитками правильной формы. Кили имеют лишь спинные чешуи.
Населяет районы побережий островов Ару, Новой Гвинеи и северной Австралии.